# Kristaq Mitro
Kristaq Mitro   (Vlorë, 1 de desembre de 1945 - 3 d'abril de 2023) fou un director de cinema albanès.

## Biografia
El 1970 es va graduar al Departament de Drama de l'Institut de les Arts de Tirana. Després de graduar-se, va començar a treballar com a ajudant de direcció a Kinostudio Shqipëria e Re, col·laborant amb Piro Milkani.
Va debutar com a director independent l'any 1972 amb el documental Basketbollistja nr. 10. Es va especialitzar en pel·lícules destinades al públic infantil. L'any 1975 va començar una col·laboració de vint anys amb Ibrahim Muçaj, amb qui va realitzar una sèrie de llargmetratges. Va ser l'autor del guió de la pel·lícula d'animació Djaloshi prej dëbore. El 1971 va protagonitzar la pel·lícula Kur zbardhi nje dite com a partisà. Una de les seves darreres pel·lícules va ser el documental Haleluja sobre la visita del papa Joan Pau II a Albània.
El 1976 i el 1983 va ser guardonat amb els premis al millor director al Festival de Cinema d'Albanès. El 1987 va ser honrat per les autoritats albaneses amb el títol d'Artista Meritori (Artist i Merituar).
Impartí classes de direcció cinematogràfica a estudiants de la Universitat de les Arts de Tirana. Era membre del comitè que seleccionava les pel·lícules albaneses candidates als Premis Oscar.

## Filmografia
Llargmetratges
- 1975: Dimri i fundit
- 1976: Tokë e përgjakur
- 1978: Nusja dhe shtetërrethimi
- 1979: Liri a vdekje
- 1981: Në prag të lirisë
- 1982: Njeriu i mirë
- 1983: Apasionata
- 1984: Duaje emrin tënd
- 1985: Enveri ynë
- 1987: Telefoni i një mëngjesi
- 1990: Një djalë edhe një vajzë

Documentals
- 1972: Basketbollistja nr. 10
- 1973: Përse qajnë fëmijët
- 1973: Shtatori në trase
- 1974: Disiplina e pambukut
- 1974: Para partizane
- 1974: Rruga e suksesit
- 1992: Haleluja